# Hoplosaenidea striata
Hoplosaenidea striata es una especie de insecto coleóptero de la familia Chrysomelidae.
Fue descrita científicamente en 2000 por Mohamedsaid.